# 미즈타니 유키
미즈타니 유키(일본어: 水谷 有希, 1996년 4월 11일 ~ )는 일본의 여자 축구 선수이다.

## 구단 경력
2015년, 우라와 레즈에 입단하였다.

## 국가대표팀 경력
그녀는 2016년 FIFA U-20 여자 월드컵에 참가할 일본 U-20 국가대표팀에 발탁되었으며, 1경기에 출전, 3위.